# Anders Holm (målare)
För gästgivaren och politikern på 1800-talet, se Anders Reinhold Holm, för den danska författaren se Anders Wilhelm Holm.

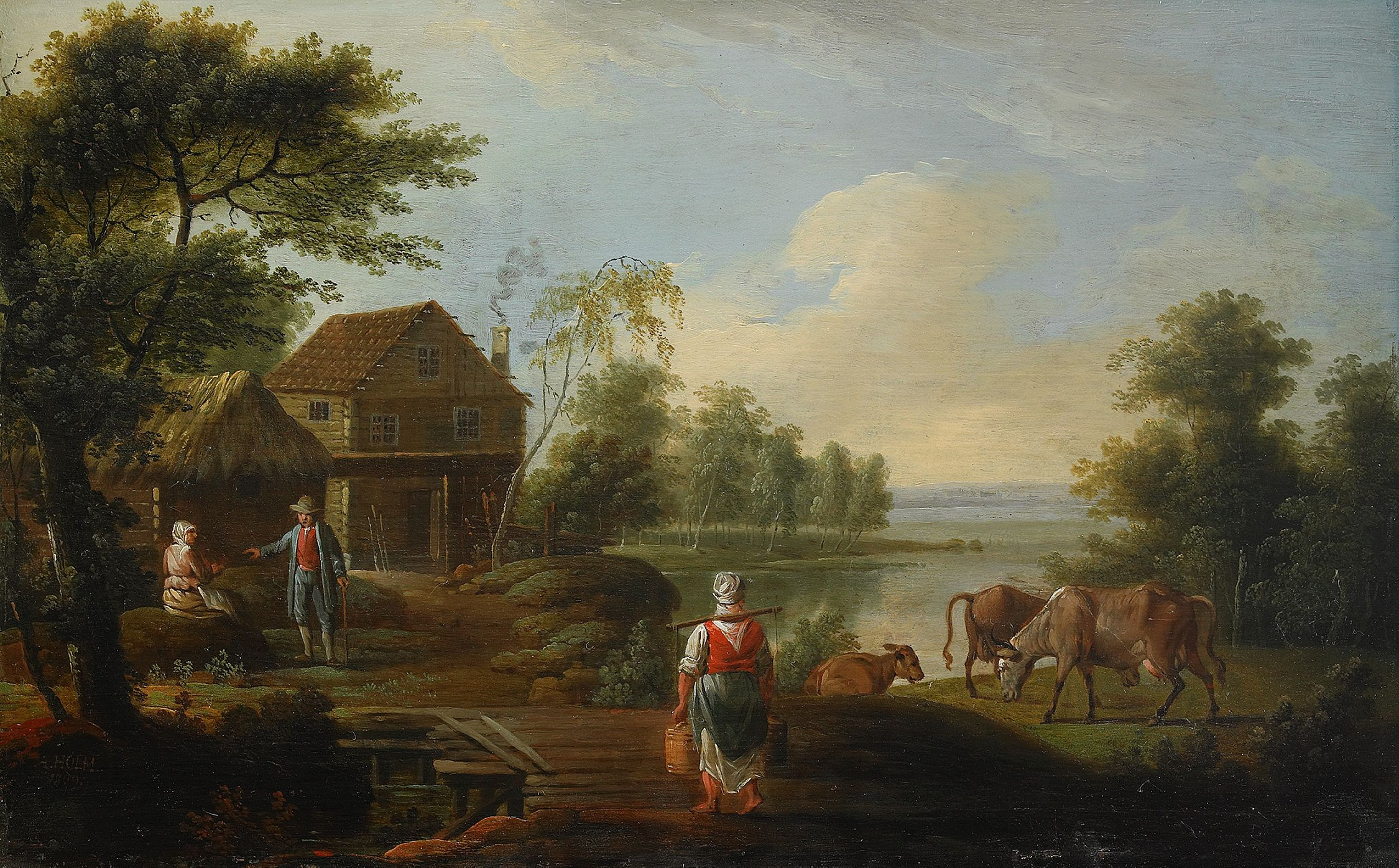
Sjölandskap med figurer (1807), av Anders Holm

Anders Holm, född 29 april 1751 i Falköping, död 14 augusti 1824 i Stockholm, var en svensk målare.
Han var son till klockaren Jonas Jansson och Catharina Jönsdotter och gift första gången med Maria Forssén och andra gången från 1811 med Eva Elisabeth Fahgerlund. Holm arbetade först som yrkesmålare och blev efter sin gesälltid styckmästare 1780 och med mästarstycket Atalanta och Hippomenes målarmästare vid Stockholms målarämbete och erhöll burskap i Stockholm 1781. I hans verkstad arbetade 1782 Jonas Åkerström och tillsammans utförde de dekorativa målningar i Stockholm. Han studerade konst för Johan Philip Korn på Konstakademien i slutet av 1770-talet och medverkade i akademiens utställningar 1779-1781, 1807 och 1809-1810 där han prisbelönades för sina modellstudier. Hans konst består av genre-interiörer, modellstudier, landskapsmålningar med hamn- och insjöbilder samt några Stockholmsmotiv i olja eller akvarell. Hans tavlor är ofta målade på papp eller trä. Holm är representerad vid Nationalmuseum, Lunds universitets konstmuseum, Nordiska museet, Norrköpings konstmuseum, Stockholms stadsmuseum och Uppsala universitets porträtt och tavelsamling.